# La Russie entre deux mondes
Pour les articles homonymes, voir Deux mondes.
La Russie entre deux mondes est un ouvrage de géopolitique d'Hélène Carrère d'Encausse publié en 2010 aux Éditions Fayard. La Russie entre deux mondes décrit et tente d'expliquer l'évolution de la politique étrangère russe, sous la présidence de Boris Eltsine (1991-1999), puis celle de Vladimir Poutine (2000-2008) : comment, après l'effondrement de l'URSS le 8 décembre 1991, la Russie est-elle parvenue à réinvestir la scène internationale ? Quelle identité donner à ce pays-continent, écartelé entre l'Europe et l'Asie ? Faut-il craindre la Russie, qui n'a pas hésité à envahir la Géorgie, selon elle en riposte à l'agression de celle-ci contre l'Ossétie du Sud, en août 2008 ? Telles sont les questions auxquelles ce livre tente de répondre.

## Synthèse de l'ouvrage
L'écrivaine fait commencer son ouvrage à la chute du communisme en 1991 : libérés de la tutelle soviétique, les nouveaux États d'Europe de l'Est sont accueillis à bras ouverts par l'Europe et le monde occidental. En revanche, l'Europe reste « méfiante » envers la Russie, continuant de « craindre » ce pays longtemps si menaçant à ses frontières.

### Chapitre 1: «la Russie en quête d'elle-même»
Hélène Carrère d'Encausse commence son ouvrage par le problème de l'identité russe apparu à la chute de l'URSS. Ayant perdu leur « Empire » et la puissance internationale qu'il leur conférait, les Russes ont dû reconstruire leur identité sur de nouvelles bases. La question se pose alors de savoir si désormais, la Russie doit plutôt se tourner vers l'Europe ou vers l'Asie. C'est cette question que traduit le titre de l'ouvrage : la Russie est « entre deux mondes », et deux mondes très différents.
L'auteure explique qu'Eltsine, au début des années 1990, a voulu « couper le lien » avec le passé communiste et faire de la Russie un pays démocratique et européen (donc occidentalisé) à travers l'ouverture des relations vers l'Occident et l'accession à une économie de marché (au lieu de se tourner vers la Chine encore communiste). Mais en quelques années, le pays est tombé en proie à une crise économique catastrophique due au manque de régulation du libéralisme économique, sans compter que beaucoup de Russes ont été désorientés par ce changement si brusque de valeurs. De plus, l'auteure note une certaine incompréhension entre Moscou et Washington : Eltsine pense que les États-Unis profitent de la main qu'il leur tend pour chercher à « maîtriser » l'ancien territoire soviétique (notamment à travers l'intégration de pays d'Europe de l'Est à l'OTAN et l'intervention américaine en 1994 sur le territoire tchétchène). Rapidement, Eltsine abandonne la stratégie pro-occidentale, se ferme au discours avec l'Europe et les États-Unis et se tourne vers l'Asie (création du « groupe de Shangai » en 1996) et particulièrement la Chine qui soutient le pays dans la guerre contre la République de Tchétchénie qui menace la stabilité de la Russie. Le partenariat reste cependant limité. C’est finalement par une pathétique formule, « j’ai fait de mon mieux », qu’Eltsine laisse le pouvoir à son successeur désigné Vladimir Poutine le 31 décembre 1999. La difficile transition s’achève, pacifiquement, dans un climat d’espoir. 

### Chapitre 2: «Quelle Russie pour leXXIesiècle?»
L'auteure consacre le second chapitre aux défis que doit relever Poutine dans son pays, et aux excès de sa politique intérieure. En effet, voulant avant tout redonner un prestige à son pays, Poutine a mis au second plan l'idéal démocratique malgré sa fidélité constante à la Constitution établie en 1993. Les deux défis majeurs auxquels est confrontée la Russie au début du XXIe siècle est d'une part, la rébellion tchétchène qui risque de s'étendre aux républiques voisines, d'autre part la crise démographique : la population russe s'affaiblit chaque année d'un million de personnes. Le premier défi est rapidement relevé par le Président qui se montre très ferme avec les dissidents et parvient à étouffer le conflit dès le mois de février 2000. Le défi démographique n'est pas correctement relevé selon l'auteure : pour elle, la politique nataliste de Poutine mise en place en 2006 ne suffira pas à renverser la tendance à la chute démographique malgré des signes encourageants. Par ailleurs, l'auteure regrette que rien n'ait été fait pour lutter contre la mortalité élevée dans la gent masculine à cause de la consommation excessive d'alcool.
Hélène Carrère d'Encausse revient ensuite sur l'affaiblissement de la démocratie sous la présidence de Poutine. Poutine renforce bien la « verticale du pouvoir » en créant sept grandes régions fédérales en 2000 ayant chacune d'importants pouvoirs, mais il ne remet pas en cause la centralisation du pouvoir puisque la désignation des dirigeants de ces régions se fait par le Président et non par le suffrage universel. Par ailleurs, Poutine décide que le maire de Moscou sera désigné par le Président et non élu, de même pour le gouverneur de Tchétchénie (mesure prise pour étouffer les velléités séparatistes). Enfin, l'auteure traite des rapports entre le pouvoir et les « oligarques », hommes riches possédant de grands groupes aux intérêts diversifiés mêlant souvent médias, intérêts pétroliers et rôle politique. L'auteure explique que Poutine a tout fait pour « mettre des bâtons dans les roues » de ces hommes puissants, et cite notamment l'exemple de Mikhaïl Khodorkovski, président du groupe pétrolier Youkos et opposant politique de Poutine au début des années 2000 qui a été arrêté et mis en prison sous la volonté du Président.

### Chapitre 3: «La poursuite del'Autre»
L'auteure explique que Poutine souhaite au début de sa présidence établir un véritable partenariat avec les États-Unis. Pour cela, il laisse entendre un éventuel rapprochement de la Russie à l'OTAN, et soutient immédiatement le combat contre le terrorisme engagé par le président américain à la suite des attentats du 11 septembre 2001. Cependant, l'auteure explique que du point de vue russe, les États-Unis n'ont pas cherché à saisir cette main tendue à la coopération entre les deux pays. La Russie s'indigne de l'attaque de l'Irak sans l'accord de l'ONU, et la volonté des américains de construire un oléoduc au Caucase sans passer par la Russie (oléoduc Bakou-Tbilissi-Ceyhan) parachève cette indignation. L'auteur explique que les Russes y voient un « complot » des États-Unis, s'immisçant dans les affaires russes pour l'affaiblir et contrôler le pays. Malgré le rapprochement de la Russie avec la France et l'Allemagne sur la question de la guerre en Irak, les relations avec l'Europe sont tout aussi tendues, principalement à cause de l'élargissement progressif de l'Union Européenne, vu en Russie comme une manière de « reprendre le contrôle » sur des territoires qui lui « appartenaient » sous l'ère soviétique. Les « révolutions de couleur » pro-occidentales en Géorgie et en Ukraine, applaudies par l'Occident et outrant la Russie, s'ajoutent aux tensions. L'auteure parle ainsi de « paix froide » entre l'Occident et la Russie sous la présidence de Poutine : le climat de paix entre les deux entités n'est pas non plus un climat chaleureux.

### Chapitre 4: «la CEI: grande famille? Zone d'influence?»
Après l'Occident, l'auteure s'intéresse à « l'étranger proche » de la Russie : les anciennes républiques de l'URSS qui ont accédé à l'indépendance en 1991. L'auteure explique que dès la dislocation de l'URSS, la plupart de ces pays ont eu la volonté de garder un lien fort avec la Russie, et la CEI (Communauté des États indépendants) s'est formée. Toutefois, des voix discordantes se sont fait entendre : les pays baltes et la Géorgie ont refusé de faire partie de cette union à sa création. En 1997, le GUAM (Géorgie, Ukraine, Azerbaïdjan et Moldavie) s'est formé en « contestation » de la CEI en rassemblant des États favorables à une politique pro-occidentale et non pro-russe. L'auteure explique qu'à son accession au pouvoir, Poutine a voulu regrouper l'étranger proche autour de la Russie. Cela s'est fait avec plus ou moins de réussite : en 2002, Poutine réussit à former l'OTSC (Organisation du traité de sécurité collective), une alliance militaire avec les États qui sont restés les plus proches de la Russie politiquement (Biélorussie, Arménie, Kazakhstan, Kirghizistan, Tadjikistan et Ouzbékistan). Cependant, les « révolutions de couleur » ne tardent pas à apparaître en contestation de l'ingérence russe : en Géorgie en 2003 (Révolution des Roses), en Ukraine (Révolution orange) en 2004 et au Kirghizistan en 2005 (Révolution des Tulipes). L'auteure note que la révolution en Géorgie, tout en « agaçant » Poutine, n'était pas véritablement une surprise, cet État étant le plus opposé à l'autorité russe dans la région. En revanche, la surprise de la révolution en Ukraine a été véritablement mal vécue par la Russie, l'Ukraine ayant toujours eu un lien fort avec le « grand frère » russe. Dès lors, la Russie a décidé d'utiliser la force avec l'Ukraine pour la contraindre à rester dans la sphère russe par l'intermédiaire de coupures de gaz récurrentes en hiver. La stratégie russe a fonctionné puisqu'en 2009, Viktor Ianoukovitch, un pro-russe, a été élu président face à Ioulia Tymochenko, pro-occidentale (du moins sont-ils ainsi présentés par les médias occidentaux, la réalité étant bien plus subtile [comme on le constatera en 2011 dans l'affaire de l'inculpation de Madame Tymochenko]). Malgré cela, l'auteure conclut ce chapitre sur l'idée que la Russie est en nette perte d'influence dans son étranger proche, et prend appui sur l'exemple de l'Ouzbékistan et du Turkménistan qui ont abandonné l'alphabet cyrillique, ainsi que de la plupart des États nés de la dislocation de l'Union, qui rendent de plus en plus rare l'enseignement du russe à l'école.

### Chapitre 5: «Le grand jeu en Asie»
L'auteur note que les relations de la Russie avec son aile Est sont restées généralement moins denses que celles avec l'Occident. Elle explique la frilosité initiale du dialogue sino-russe par la peur du « péril jaune » : les Russes, voyant dans la Chine une puissance capable de les dépasser sur le plan international, ont eu (et ont toujours) peur qu'en s'ouvrant trop à ce pays, des Chinois émigrent pour vivre en Russie et représentent une minorité trop importante. Comme le rappelle Carrère d'Encausse, la crise démographique que connaît la Russie depuis 20 ans a engendré une xénophobie marquée. La formation du « groupe de Shanghaï » en 1996, montre toutefois, selon elle, l'importance que la Russie accorde à ses relations en Asie (elle va jusqu'à affirmer que cette organisation a pour but de réaliser un contre-poids stratégique de la Russie à une CEI instable). Poutine, qui souhaite faire de la Chine un partenaire commercial de premier plan, a aussi fait débuter un projet d'oléoduc pour acheminer du pétrole russe jusqu'à Pékin. L'historienne insiste en affirmant que le développement des relations sino-russes est un des plus grands succès de Poutine au terme de son deuxième mandat. Quant au Japon, bien que Poutine ait tenté un rapprochement des deux pays, le conflit (que l'auteure juge digne d'un autre siècle) au sujet de l'appartenance des îles Kouriles a bloqué tous les grands projets de coopération.

### Chapitre 6: «L'Orient compliqué»
Comme l'explique l'auteure, l'étude des relations de la Russie avec le Moyen-Orient implique de traiter des relations de la Russie avec l'Islam. L'auteure rappelle que les musulmans constituent 20 millions des habitants de la Russie, et reprend l'idée, déjà avancée 30 ans plus tôt par elle-même (notamment dans L'Empire éclaté), que la forte natalité des républiques musulmanes de Russie va donner un rôle de plus en plus majeur à ceux qui restent actuellement une minorité. L'auteure s'oppose à l'idée que la Russie d'Eltsine et de Poutine s'est bâtie contre l'Islam : les deux guerres en Tchétchénie ne sont pas selon elle dues à la religion, mais uniquement aux idées séparatistes des tchétchènes. Pour preuve : Poutine a obtenu en 2005 le rang d'observateur à l'OCI (Organisation de la conférence islamique). Plus récemment, l'auteure explique que pour affirmer la force des liens entre Russie et monde musulman (et pour montrer son opposition de plus en plus marquée aux États-Unis), la Russie n'a pas hésité à livrer des barres d'uranium enrichi à l'Iran. De même, en 2009, le Président Medvedev est resté accueillant envers le président iranien Ahmadinejad alors même que la répression des protestations populaires post-électorales était extrêmement controversée dans le monde entier. L'auteure voit dans les rapprochements entre Russie et monde musulman une stratégie politique d'opposition à la volonté des États-Unis qui, depuis 2003-2004, ne sont plus appréciés par le gouvernement russe.

### Chapitre 7: «La guerre de Géorgie»
L'auteure termine son ouvrage par un chapitre traitant de la guerre de Géorgie en août 2008, sous la présidence de Dimitri Medvedev. D'emblée, l'auteure explique son point de vue : il ne s'agit pas d'une « guerre de conquête néo-impériale » comme on l'a souvent dit, la Russie a au contraire fait cette guerre pour diffuser un « message ». Pour expliquer son point de vue, l'auteure s'engage dans un rappel historique des relations très tendues entre la Russie et la Géorgie depuis l'accession à l'indépendance de cette dernière. La guerre de 2008 apparaît comme une conséquence logique des conflits territoriaux en Abkhazie et en Ossétie du Sud, mais aussi des défiances au pouvoir russe qu'a accumulé le président Mikheil Saakachvili.
Pour l'auteure, la guerre a été décidée selon une stratégie « soigneusement calculée » : en attaquant la Géorgie, la Russie montrait au monde entier qu'elle restait un acteur puissant de toute cette région. Ce message de puissance s'adressait, selon l'auteure, en priorité à l'Ukraine dont « l'occidentalisation » a indigné la Russie. Hélène Carrère d'Encausse voit un second « destinataire » de ce message : les États-Unis, qui ont soutenu le président Saakachvili, applaudi la révolution en Ukraine de 2004, et surtout qui du point de vue russe empiètent sur une sphère qui lui appartient (par le projet d'oléoduc au Caucase et la mise en place de bases militaires en Géorgie notamment).
Néanmoins, l'auteure exprime le risque insensé qu'ont pris Medvedev et Poutine en reconnaissant l'indépendance de l'Abkhazie et de l'Ossétie du Sud à la fin de la guerre : en effet, cette décision risquait de raviver les tensions en Tchétchénie dont l'indépendance a été refusée par Moscou 10 ans plus tôt. L'auteure montre son incompréhension face à cette décision dangereuse pour la stabilité russe.
L'auteure conclut son ouvrage sur des termes forts : depuis 2004, la Russie et les États-Unis seraient de nouveau dans « une guerre froide qui ne dit pas son nom ». Cela est autant dû aux erreurs diplomatiques des États-Unis (soutient trop voyant aux mouvements contestataires du pouvoir russe) qu'aux sur-interprétations russes de ces actions. Ainsi l'auteure répond à la question du début du livre : « au lieu de craindre la Russie, il serait temps d'essayer de la comprendre ». Ainsi, bien des malentendus pourraient être évités à l'avenir.

## Distance critique
Hélène Carrère d’Encausse semble considérer l’État autoritaire de Poutine comme un mal nécessaire à la gouvernance d’un pays si étendu, arguant que le processus démocratique n’a été initié qu’il y a seulement 20 ans et que son inachèvement est compréhensible. Aussi Boris Eltsine est-il encensé pour avoir démissionné et laissé sa place à Vladimir Poutine, l’auteur saluant « une formidable conquête » qui a permis de « rattacher la Russie à l’univers politique civilisé » là où d’autres dénonceraient plutôt un « piétinement du processus électoral ». En  outre, Hélène Carrère d'Encausse n’évoque pas une seule fois les assassinats de journalistes comme Anna Politkovskaïa, ne fait que succinctement allusion  à la corruption systémique qui paralyse l’État russe et considère la vague d'attentats de septembre 1999, qui avait accéléré l'ascension de Vladimir Poutine, comme une escalade de violence décidée par les islamistes tchétchènes. Néanmoins, l'ouvrage permet d'aller au-delà de la vision et des préjugés occidentaux et donne à voir, dans toute sa complexité, le « monde vu de Russie ».